# Regiunea Sliven
Sliven este o regiune (oblast) în centrul Bulgariei. Se învecinează cu regiunile Târgoviște, Shumen, Burgas, Yambol, Khaskovo, Stara Zagora și Veliko Tarnovo. Capitala sa este orașul omonim. Cuprinde 4 comune (obștine).